# بيرة (المرية)
بَيْرَة (بالإسبانية: Vera)‏ بلدية من مقاطعة المرية. جنوب شرق إسبانيا. يبلغ عدد سكانها 10.439 نسمة.

## أعلام
- خوسيه أنطونيو راميريز لوبيز
- خوان فرانشيسكو مارتينيز موديستو

## وصلات خارجية
- (بالإسبانية)